# Dioscorea schimperiana
Dioscorea schimperiana är en enhjärtbladig växtart som beskrevs av Ferdinand von Hochstetter och Carl Sigismund Kunth. Dioscorea schimperiana ingår i släktet Dioscorea och familjen Dioscoreaceae. Inga underarter finns listade i Catalogue of Life.